# Erythrina berteroana
Erythrina berteroana là một loài thực vật có hoa trong họ Đậu. Loài này được Urb. miêu tả khoa học đầu tiên.

## Hình ảnh

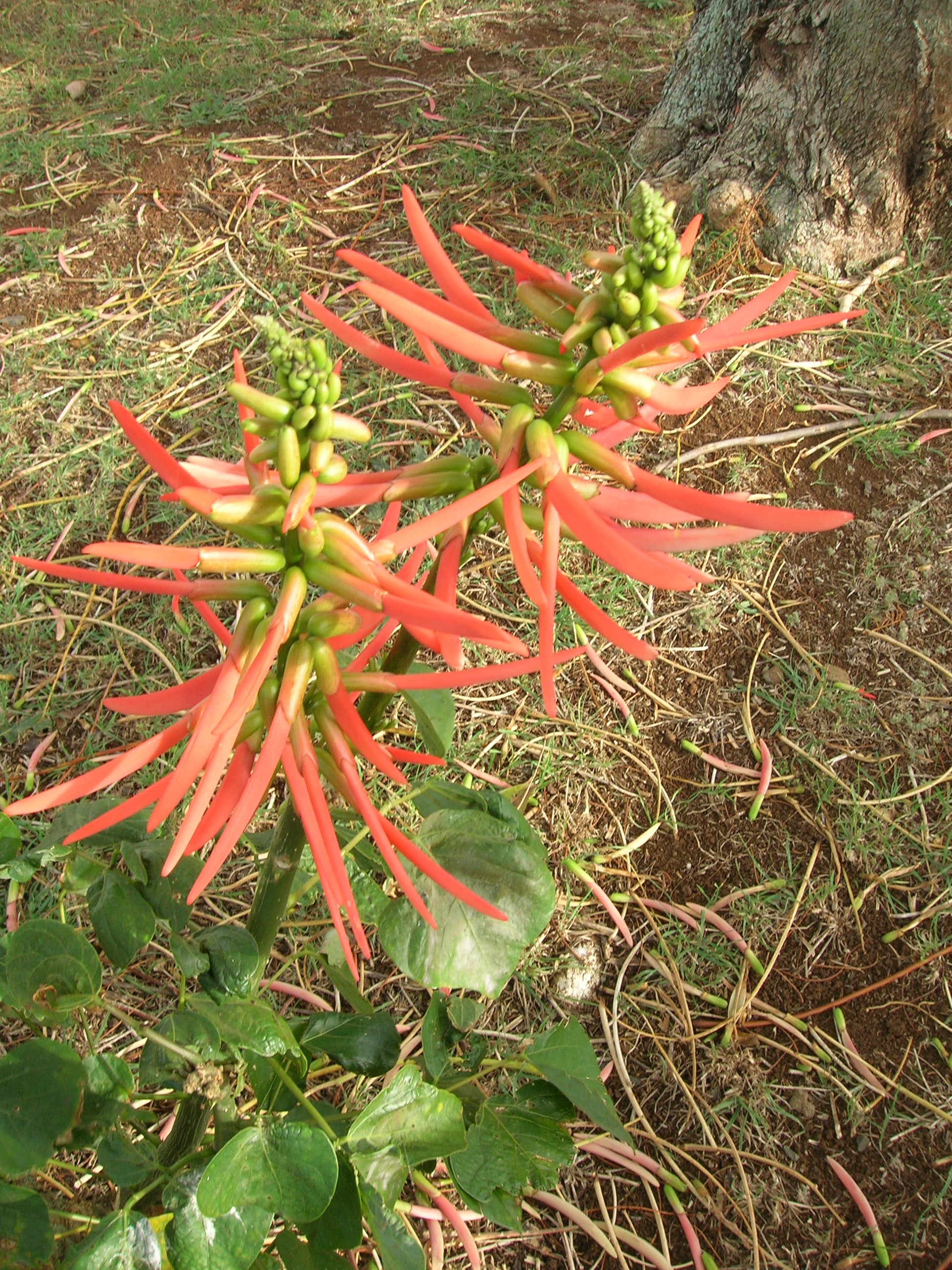
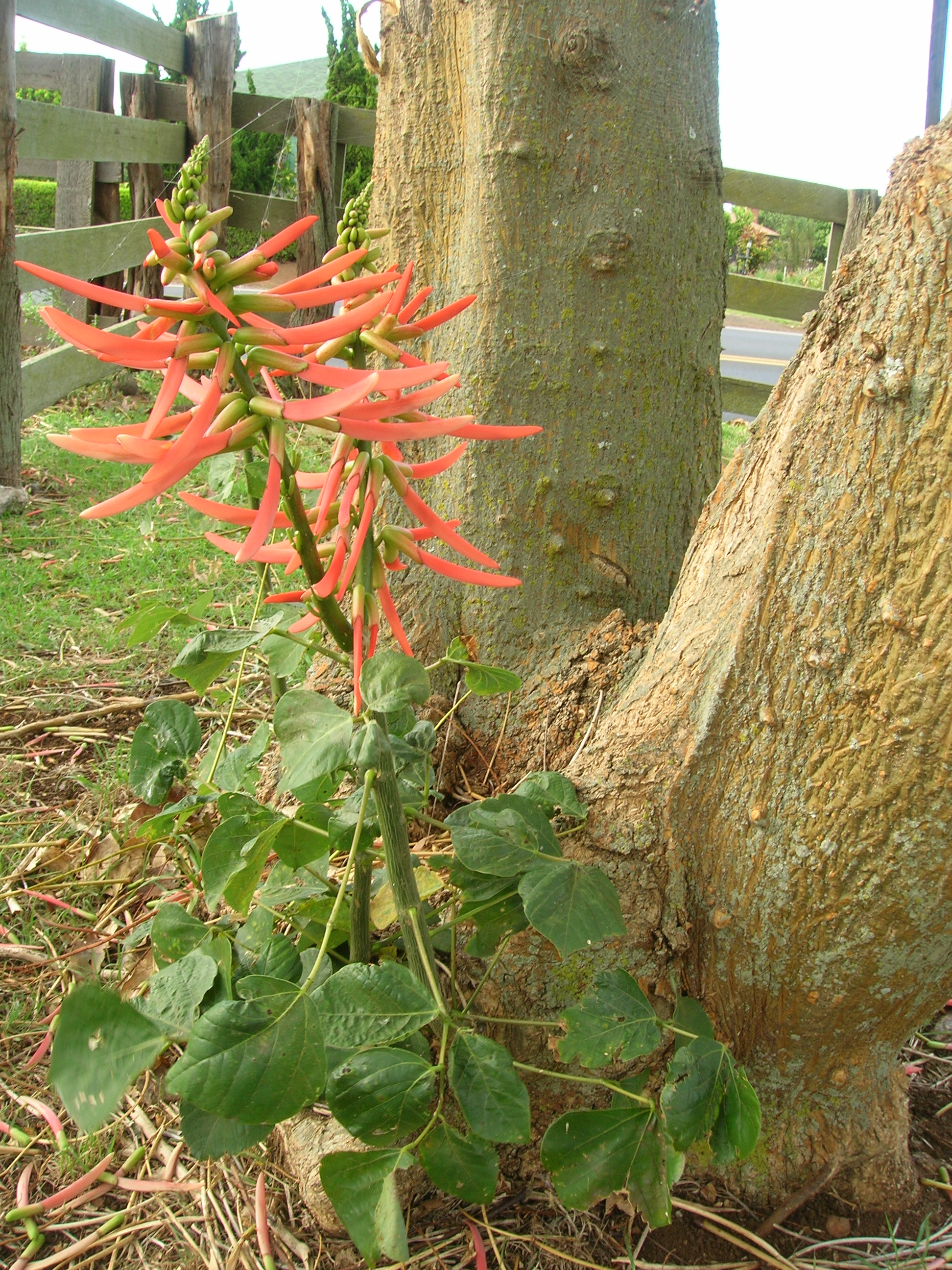
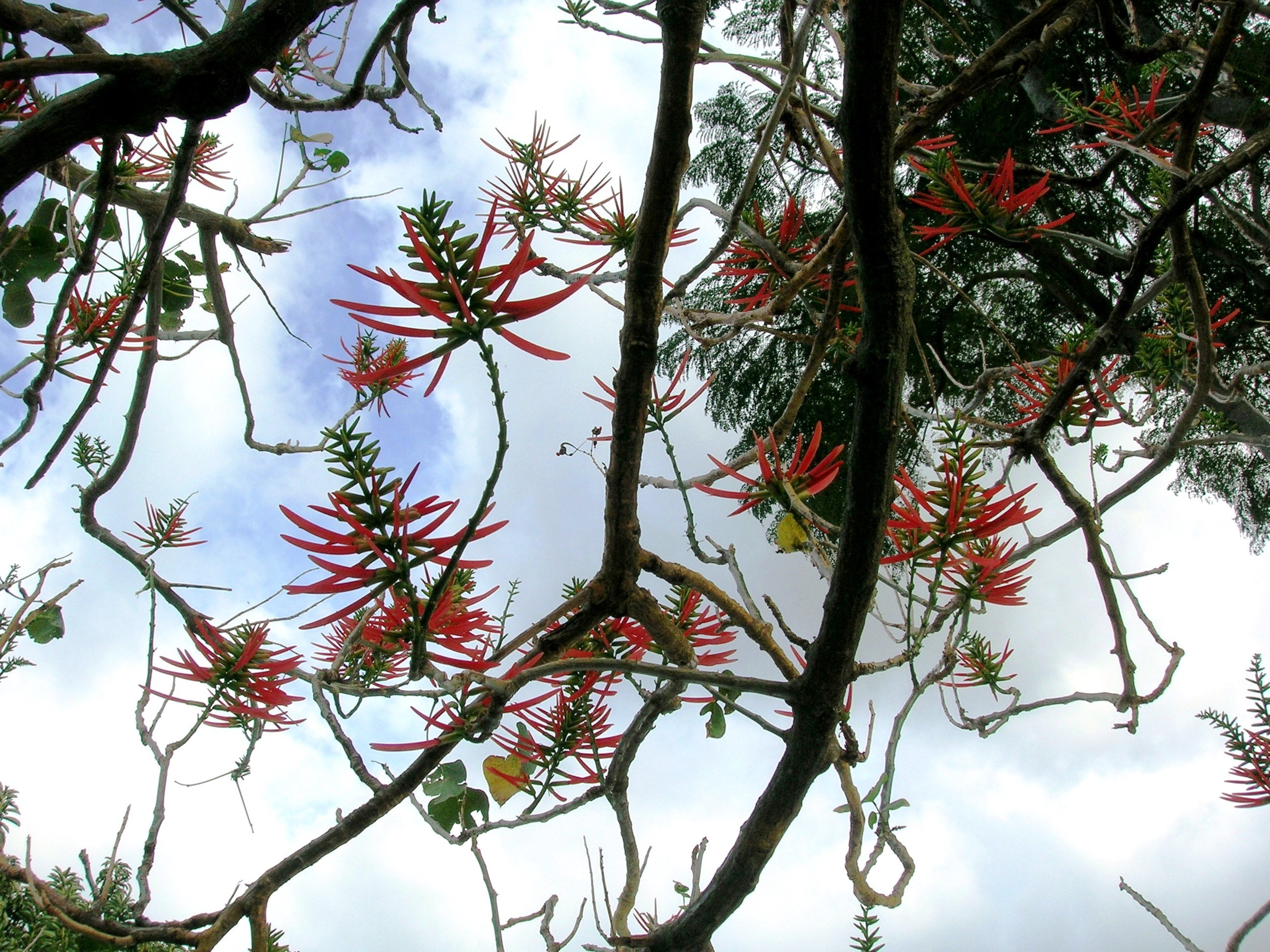
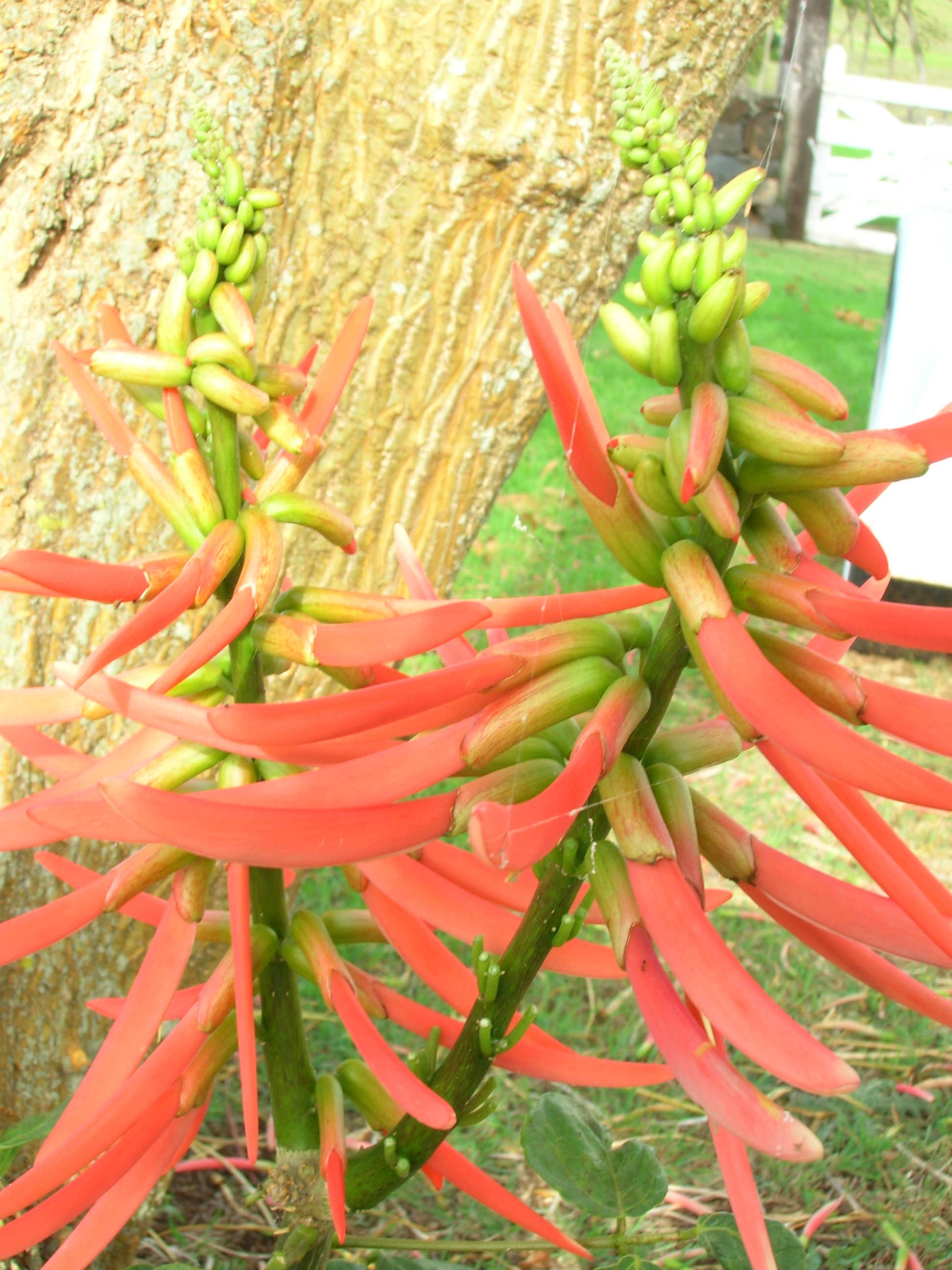